# 取樣保持

簡化的取樣保持電路。AI是類比輸入，AO是類比輸出，C是控制信號

取樣時間

取樣和保持

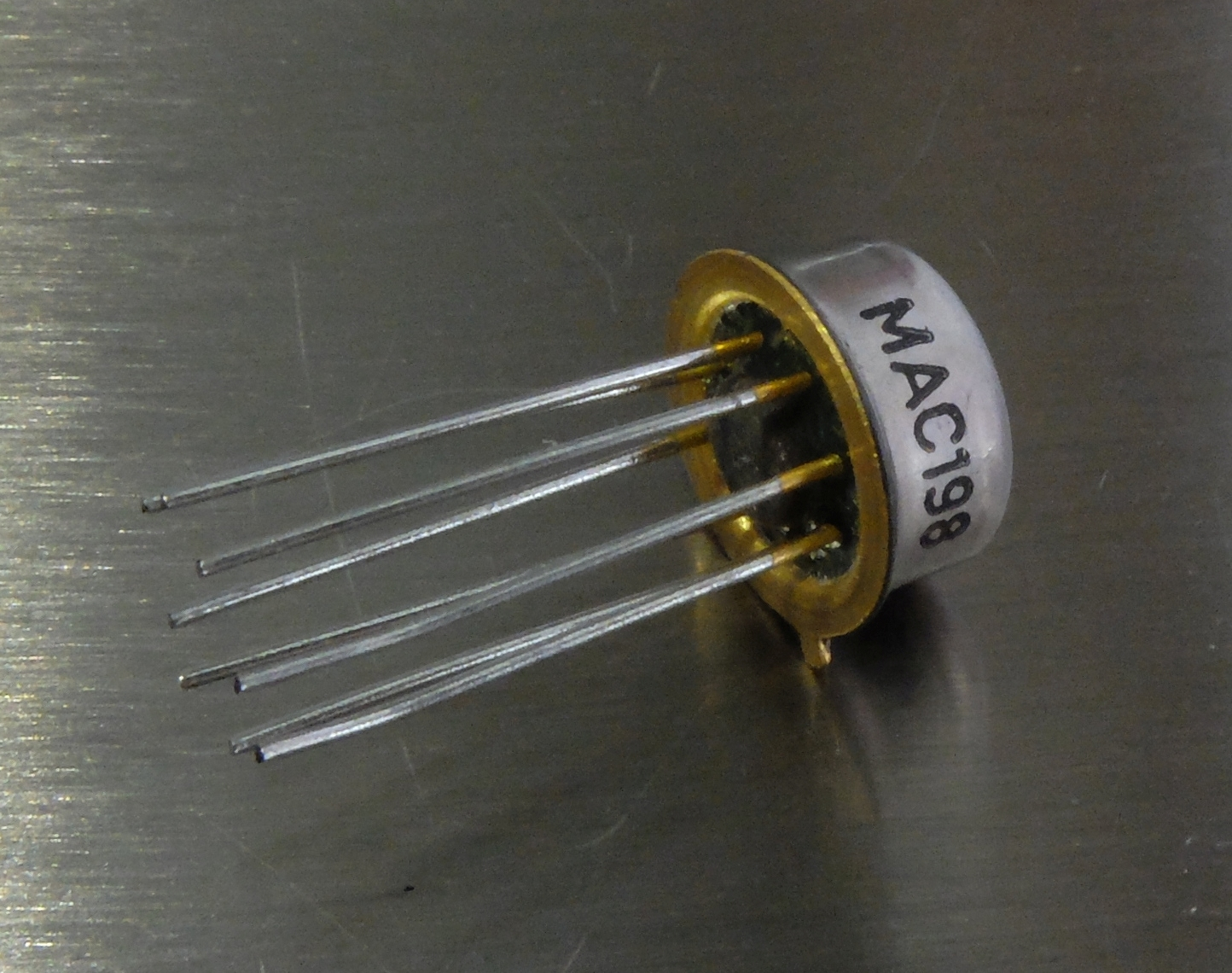
取樣保持積體電路Tesla MAC198)

取樣保持（sample and hold）電路屬於模拟电路，可以針對連續變化的電壓（模擬信號）進行取樣，並且在指定時間內，讓輸出維持此一定值。取樣保持電路以及相關的精準整流器是基本的類比記憶元件。常用在類比數位轉換器（ADC）上，以去除輸入信號的變化（此變化若出現在轉換過程，可能會破壞轉換的結果）。
典型的取樣保持電路是用电容器來儲存電荷，再配合至少一個開關元件（例如场效应管）以及一個运算放大器。若要取樣輸入信號，開關會連接電容器和缓冲放大器的輸出。缓冲放大器會將電容器充電或是放電，使其電壓大致等於輸入電壓（或和輸入電壓成正比）。在保持階段會將電容器和缓冲器切離，電容器在本質上會因為漏電流以及負載電流而放電，因此在本質上其實是揮發性記憶體，電壓會慢慢降低，但若在保持時間的電壓降夠小，在大部份的應用中已可以使用。

## 目的
取樣保持電路會用在線性系統中。在一些種類的類比數位轉換器中，會將輸入和內部數位類比轉換器（DAC）產生的信號比較，再依比較結果調整數位值，持續調整，直到兩電壓誤差在允許範圍內為止。若在比較過程中，輸入電壓可以變動，所得的結果會不準確，甚至可能出現和輸入電壓無關的結果。這類循續漸近式類比數位轉換器一般會有內部的取樣保持電路。此外，取樣保持電路也可以用在需要量測多個訊號在同一時間下數值的情形，此時可以用共同的取樣時脈。
在實際上，所有商用主動式液晶顯示器，若是以TN、IPS或VA的光電液晶盒為基礎（不考慮雙穩定現象），每一個像素就表示一個小的電容器，周期性的被對應圖案中對應點灰度图像（明暗对比）的電壓充電，為了在掃描週期內維持該電壓，每一個液晶畫素都會並聯一個電容器，以維持其電壓。會用薄膜電晶體來選擇特定的液晶畫素，再依對應的電壓為其充電。和一般的取樣保持電路不同，此處沒有輸出的運算放大器，也沒有電子的輸出信號。充電電容的電荷會控制液晶分子的變形，因此也會控制輸出的光學效果。此概念的發明，以及在薄膜技術上的實現，使發明者獲得了IEEE西澤潤一獎.。

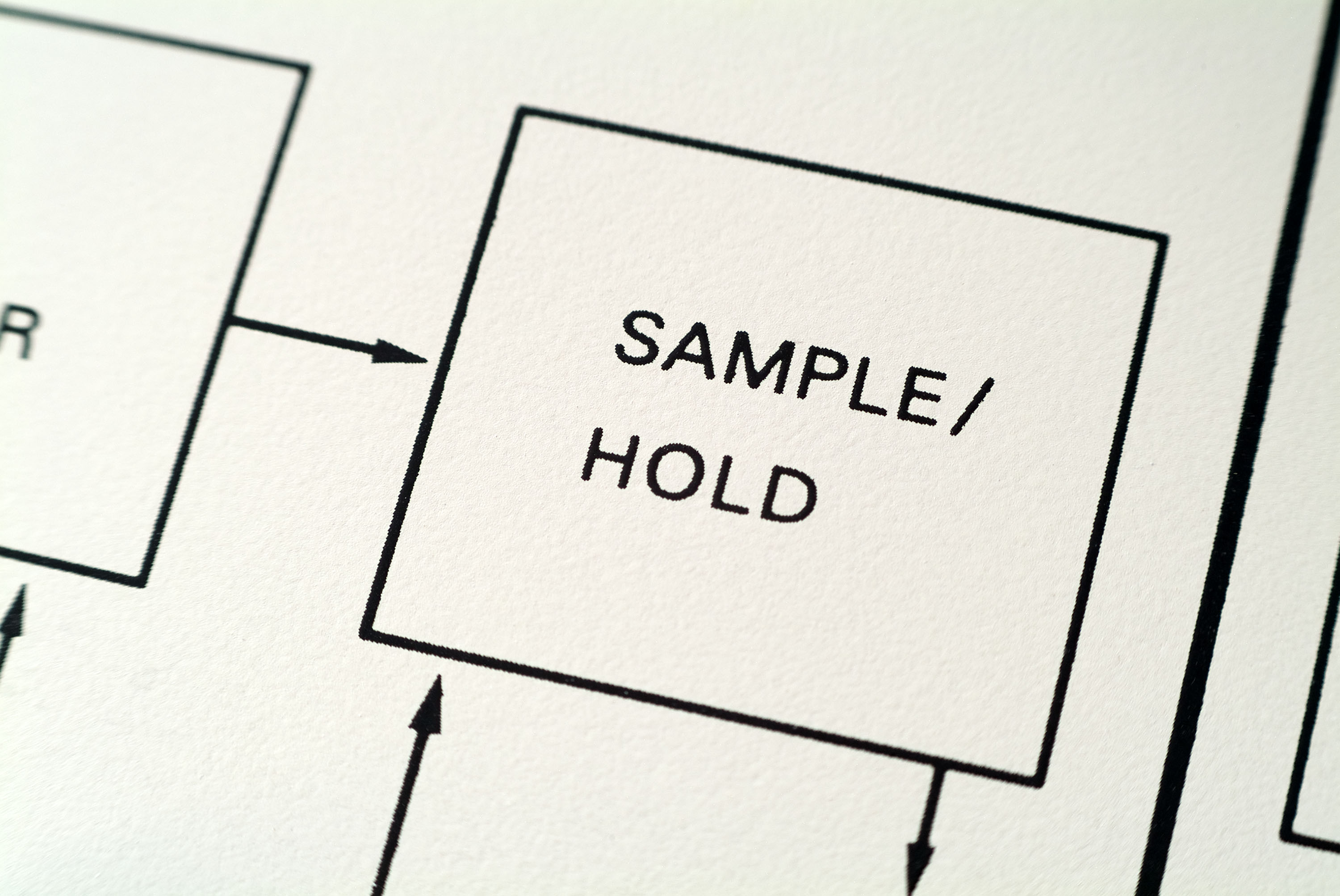
Korg ARP Odyssey合成器的取樣保持方塊

在掃描週期中，圖案不會追隨輸入信號。因此此時眼睛無法更新資訊，可能會造成在變化訊號下的模糊，也因為在切換過程中，背光是一直打開的，可以看到切換的過程，會產生顯示運動模糊。
合成器中也常見有取樣保持電路，不論是合成器模組或是整合元件都是如此。取樣保持電路用來為輸入信號（一般是來自合成器其他元件的輸出）進行定期的取樣。若取樣保持電路加入了白雜訊生器，其結果會是隨機值，此隨機值可以用來在信號中做小的調整，或是產生隨機變化的音調，視白雜訊的大小而定。

## 實現
為了讓輸入電壓儘可能的穩定，電容器的漏電流需非常小，而且其負載電流不能太大。

## 註解
1. ↑  Kefauver and Patschke, p. 37.
2. ↑  Horowitz and Hill, p. 220.
3. ↑  Kawamoto, Hiro. . Journal of Display Technology. 2012, 8 (1): 3–4  [2021-05-25]. ISSN 1558-9323. doi:10.1109/JDT.2011.2177740. （原始内容存档于2021-05-25）.
4. ↑   (PDF).   [2021-05-25]. （原始内容存档 (PDF)于2017-06-30）.
5. ↑  .   [2021-05-25]. （原始内容存档于2021-06-29）.
6. ↑  .   [2021-05-25]. （原始内容存档于2021-05-25）.